# Pietro Corsini
Pietro Corsini (1335 - 16 de agosto de 1405) foi um cardeal italiano, Deão do Sagrado Colégio dos Cardeais.

## Biografia
De uma família nobre, era o quinto filho de Tommaso Corsini (di Duccio) e sua segunda esposa, Ghita degli Albizzi. Era primo de André Corsini, futuro santo. Obteve um doutorado em direito canônico.
Auditor do Sagrado Palácio, em Avinhão. Foi vigário foraneus de Sainte-Marie de Montemignaio, na Diocese de Fiesole.
Corsini foi eleito bispo de Volterra em 18 de março de 1362, por Papa Inocêncio VI. Legado na Germânia. Em seu retorno, ele foi transferido para a Sé de Florença, em 1 de setembro de 1363, sob Urbano V, ocupou a sé até sua promoção ao cardinalato.
Foi criado cardeal-presbítero no consistório de 7 de junho de 1370, recebendo o título de São Lourenço em Dâmaso. Legado ante os cavaleiros de Rodes. Passou para a ordem dos cardeais-bispos e assume a sé suburbicária de Porto e Santa Rufina em 1374, sob Gregório XI. Corsini foi responsável pela reforma da disciplina de todas as comunidades religiosas da Itália.
Chegou em Avinhão, em 30 de setembro de 1381, tendo ingressado na obediência do antipapa Clemente VII, se estabelecendo em Avinhão antes de maio de 1386. Nomeado arquidiácono de York, entre 1383 e 1387. Nomeado Decano do Colégio dos Cardeais em 1388.
Cardeal Pietro Corsini escreveu a vida de vários papas, um livro de homilias e um opuscle para a cessação do cisma, mas todas as suas obras foram perdidas.
Faleceu em Avinhão e foi enterrado na igreja dos Agostinianos; posteriormente, seus restos mortais foram transferidos para a catedral de Florença, onde ainda podem ser vistos seu retrato e epitáfio; o inventário de seus bens móveis está nos arquivos do Vaticano.

## Conclaves
- Conclave de 1370 - participou da eleição do Papa Gregório XI
- Conclave de 1378 - participou da eleição do Papa Urbano VI
- Conclave de setembro de 1378 - não participou da eleição do Antipapa Clemente VII
- Conclave de 1394 - participou da eleição do Antipapa Bento XIII